# Sociedad Espeleológica de Cuba
La Sociedad Espeleológica de Cuba (SEC) es una organización no gubernamental para la exploración y estudio de las cavidades subterráneas de Cuba.
Fue fundada el 15 de enero de 1940 por Antonio Núñez Jiménez. Sus objetivos son:
- estudiar el karst en el país;
- implementar un catastro nacional de las cuevas del país;
- desarrollar de proyectos para la protección del subsuelo kárstico;
- estudiar el subsuelo a través de las disciplinas afines como Arqueología, Paleontología, Hidrología, Geología, etc.;
- publicar sus trabajos científicos en revistas especializadas;
- promover el intercambio fraternal con otras instituciones similares del mundo;
- desarrollar la exploración y las actividades conjuntas con instituciones de otros países;
- organizar cursos especializados a través de la Escuela Nacional de Espeleología.

En la celebración del vigésimo aniversario de la sociedad, el 15 de enero de 1960, se le entregó a Fidel Castro Ruz el título de Miembro de Honor de la SEC. En esa ocasión, Castro Ruz pronunció su famosa frase: «El futuro de nuestra patria tiene que ser necesariamente un futuro de hombres de ciencia».
La SEC es parte de la Federación Espeleológica de América Latina y del Caribe.